# عدوان بديل
العدوان البديل (بالإنجليزية: alternative aggression)‏ أو العدوان العلائقي (بالإنجليزية: Relational aggression)‏ هو نوع من العدوان يحدث فيه الضرر لشخص ما من خلال الإضرار بعلاقاته أو وضعه الاجتماعي. وعلى الرغم من أن العدوان البديل يمكن استخدامه في العديد من السياقات وبين مختلف الفئات العمرية، إلا أنه قد حظى بقدر كبير من الاهتمام في المراهقين على وجه الخصوص.
جُذب الاهتمام بالعدوان البديل (العلائقي) بمساعدة وسائل الإعلام الشعبية، بما في ذلك الأفلام والكتب. والعدوان العلائقي يمكن أن يكون له عواقب مختلفة مدى الحياة. وقد لوحظ العدوان العلائقي ودُرس في المقام الأول بين الفتيات، بعد البحوث الرائدة من قبل الطبيب النفسي نيكي راي كريك.